# 十六碳三烯酸
十六碳三烯酸是指有三个碳碳双键的十六碳脂肪酸，简写为16:3，分子式C16H30O2，常见的有：
- hiragonic acid，CAS号：4444-12-6
- Manoaic acid，CAS号：52904-22-0
- roughanic acid，CAS号：7561-64-0

|  | 这个同类索引页列出了具有相同或相似标题的化学条目。 除非您是有意链接至本页，否则应将相应条目的内部链接指向正确的条目。 |